# تمورا، نیو ساوت ولز
تمورا (به انگلیسی: Temora) یک شهرک در استرالیا است که در Temora Shire واقع شده‌است.